# 拉里维耶尔-阿尔农库尔
拉里维耶尔-阿尔农库尔（法語：Larivière-Arnoncourt，法語發音：[laʁivjɛʁ aʁnɔ̃kuʁ]）是法国上马恩省的一个市镇，属于朗格勒区。该市镇于1973年由原市镇阿庞斯河畔拉里维耶尔（Larivière-sur-Apance）和阿庞斯河畔阿尔农库尔（Arnoncourt-sur-Apance）合并而成。

## 地理
拉里维耶尔-阿尔农库尔（48°1'22"N, 5°43'1"E）面积20.32 平方千米，位于法国大東部大區上马恩省，该省份为法国东北部内陆省份，北起马恩省和默兹省，西接奥布省，西南接科多尔省，东南接上索恩省，东临孚日省。
与拉里维耶尔-阿尔农库尔接壤的市镇（或旧市镇、城区）包括：拉马什、艾格勒蒙、巴西尼地区布勒瓦讷、蒙莱拉马什、巴西尼地区帕尔努瓦、塞尔克。

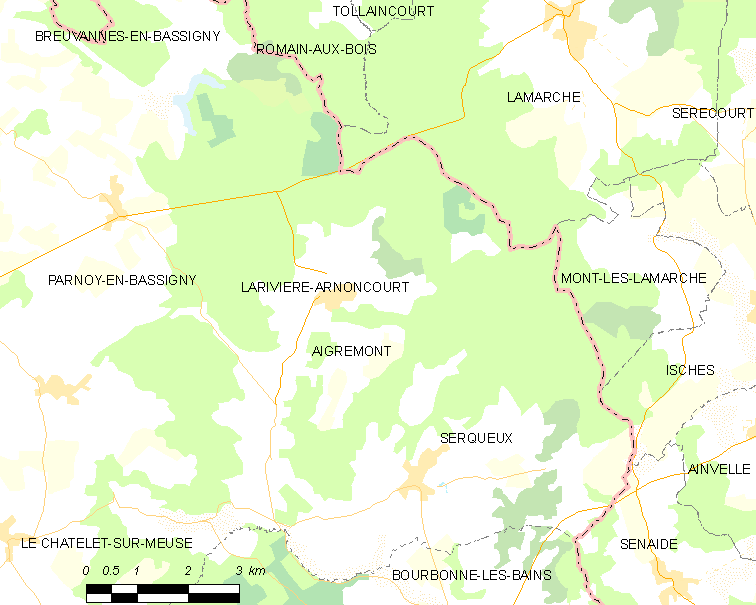
拉里维耶尔-阿尔农库尔的OSM定位图

拉里维耶尔-阿尔农库尔的时区为UTC+01:00、UTC+02:00（夏令时）。

## 行政
拉里维耶尔-阿尔农库尔的邮政编码为52400，INSEE市镇编码为52273。

## 政治
拉里维耶尔-阿尔农库尔所属的省级选区为波旁莱班县。

## 人口

1962-2008年间拉里维耶尔-阿尔农库尔人口变化图示

拉里维耶尔-阿尔农库尔于2022年1月1日时的人口数量为122人。